# Dr. Caligaris kabinett
Dr. Caligaris kabinett (tyska: Das Cabinet des Dr. Caligari) är en tysk skräckfilm från 1920 i regi av Robert Wiene, efter manus av Hans Janowitz och Carl Mayer. Den är en av de mest inflytelserika av de tyska expressionism-filmerna och är ofta betraktad som en av de största skräckfilmerna under stumfilmens era.
I Dr. Caligaris kabinett användes stiliserade scenbilder, med abstrakta, ojämna byggnader målade på kulisserna. För att accentuera denna märkliga stil, använde dess aktörer en orealistisk teknik med "ryckiga" och danslika rörelser.
Genom denna film anses vad som kallas the twist ending (eng. "det oväntade slutet") ha kommit till användning för första gången.

## Handling

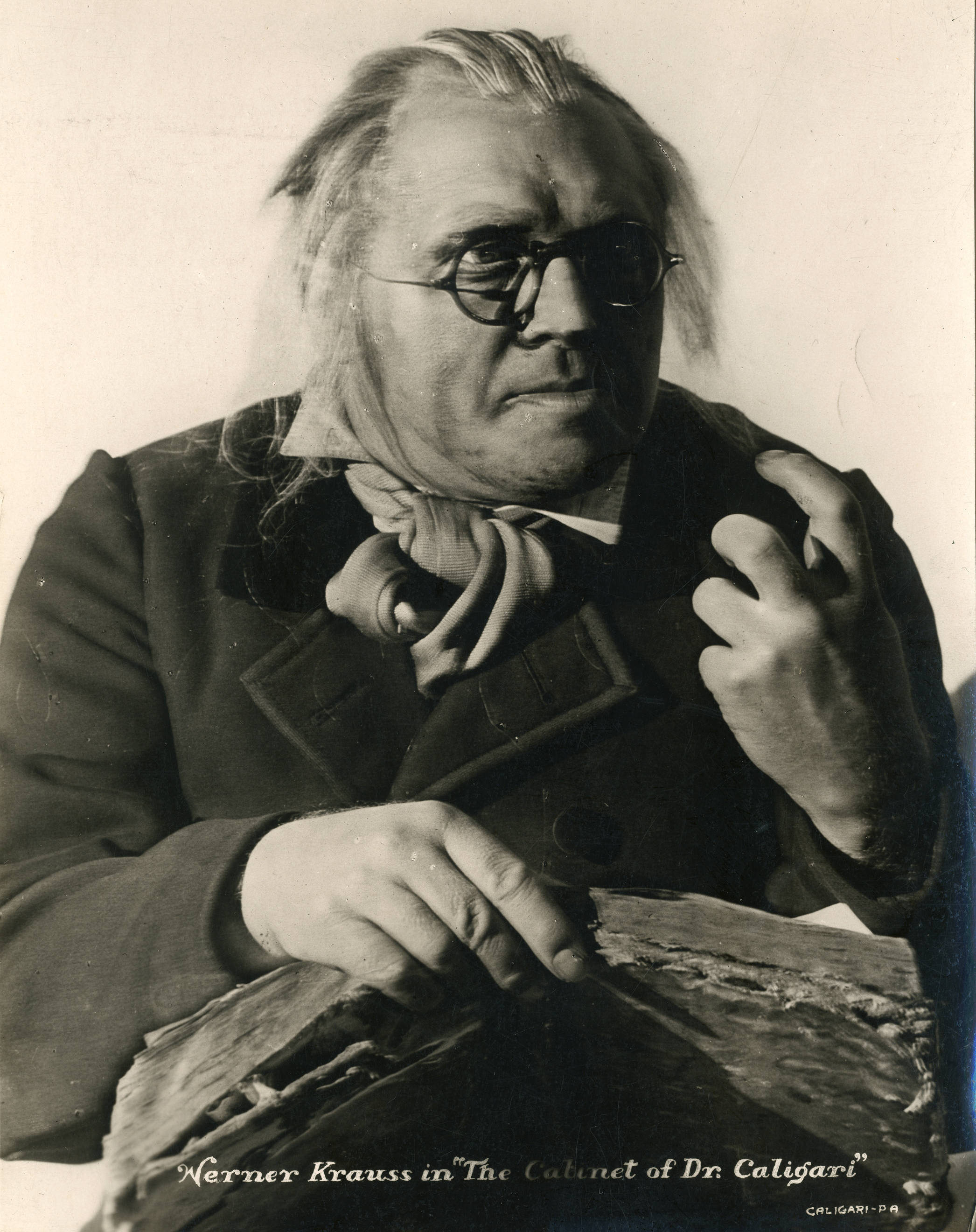
Werner Krauss i rollen som Dr. Caligari.

Det huvudsakliga berättandet sker genom en ramberättelse i vilken det mesta av handlingen presenteras som en återblick, i enlighet med huvudpersonen, Francis (detta är en av de tidigaste exemplen på en ramberättelse i film).
Francis (Friedrich Fehér) och en äldre följeslagare berättar historier för varandra medan en till synes förvirrad kvinna, Jane (Lil Dagover), går förbi. Francis kallar henne sin "trolovade" och säger sig ha upplevt en sällsam historia med henne. Francis berättar att han och hans vän, Alan (Hans Heinrich von Twardowski) båda vänskapligt tävlar om att få gifta sig med den ljuvliga Jane. Des två vännerna besöker en marknad i Francis hemstad Holstenwall. De möter den fängslande doktor Caligari (Werner Krauss) och en nästan stum sömngångare, Cesare (Conrad Veidt), som doktorn bevarar sovande i ett kistliknande kabinett, försänkt i sömn genom hypnos, och som han visar upp som en attraktion.
Dr Caligari hävdar att Cesares kontinuerliga somnambulism låter honom förnimma svaret på alla frågor om vad som komma skall. När Alan frågar Cesare hur länge han skall leva, svarar Cesare avogt att Alan skall dö före gryningen – en profetia som uppfylles. Alans våldsamma död i händerna på en dunkel figur blir det senaste i en serie av mystiska mord i Holstenwall.
Francis, tillsammans med Jane (vilken han är nu officiellt förlovad med), undersöker dr Caligari och Cesare, vilket slutligen resulterar i Caligaris order till Cesare att mörda Jane. Cesare gör det nästan, och avslöjar den nästintill säkra kopplingen mellan Cesare och hans mästare Caligari till de senaste morden. Cesare vägrar emellertid att slutföra dödandet på grund av Janes skönhet, och bär i stället henne ut ur hennes hus förföljd av byborna. Cesare släpper Jane efter en lång jakt, faller omkull av utmattning, och dör.
Under tiden, går Francis till Holstenwalls lokala mentalsjukhus för att fråga om det någonsin har funnits en patient där vid namn Caligari, men upptäcker chockad att Caligari är sjukhusets direktör. Med hjälp av några av Caligaris oförstående medarbetare, upptäcker Francis genom gamla anteckningar att den som är känd som "Dr. Caligari" är besatt av historien om en mytisk munk kallad Caligari, som under 1700-talet besökte orter i norra Italien och, på ett liknande sätt, använde en sömngångare under sin makt till att döda folk. Dr Caligari, sjukligt driven att se om en sådan situation faktiskt kunde uppstå, kallade sig själv "Caligari" och har sedan dess lyckats låta utföra sin serie av mord å annans vägnar. Francis och hospitalets andra doktorer sänder myndigheterna till Caligaris kontor. Caligari avslöjar sin galenskap endast när han förstår att hans älskade slav, Cesare, har dött; Caligari blir då inlåst i sitt eget sjukhus.
Berättandet återgår till nutid, medan Francis avslutar sin historia. Ett oväntat slut uppenbarar att Francis' återblick, egentligen är hans fantasi: han, Jane och Cesare är alla i själva verket inlagda i mentalsjukhuset, och den man som han säger är "Caligari" är hans egen doktor, som, efter denna uppenbarelse av källan till sin patients vanföreställningar, säger att han nu skall kunna bota Francis.

## Rollista
- Werner Krauss – Dr. Caligari
- Conrad Veidt – Cesare
- Friedrich Fehér – Francis
- Lil Dagover – Jane Olsen
- Hans Heinrich von Twardowski – Alan
- Rudolf Lettinger – Dr. Olsen

### Ej krediterade
- Rudolf Klein-Rogge – Brottsling
- Hans Lanser-Rudolf – Gammal man
- Henri Peters-Arnolds – Ung doktor
- Ludwig Rex – Mördare
- Elsa Wagner – Hyresvärdinna